# Университет Сантьяго-де-Компостела
Университет Сантьяго-де-Компостела (исп. Universidade de Santiago de Compostela, USC) — университет в городе Сантьяго-де-Компостела.
Количество обучающихся студентов, участвующих в довузовском и пост-вузовском обучении, а также преподавателей и работников университета оценивается около 40 тысяч человек. Кроме Сантьяго-де-Компостелы, университет имеет филиал (кампус) в Луго.
По количеству обучающихся университет постоянно входит в TOP15 в Испании. Это один из старейших вузов Европы, действующих до настоящего времени. Образован университет Сантьяго был 4 сентября 1495 года как школа грамматики Лопе Гомеса де Марсоа. Но формально папскую буллу получил от Климента VII в 1526 году.
Университетом с 2008 года присуждалась Fonseca Prize, которой удостоились Хокинг, Стивен (2008), Лавлок, Джеймс (2009), Аттенборо, Дэвид (2010), Пенроуз, Роджер (2011).